# 浅間神社 (草加市)

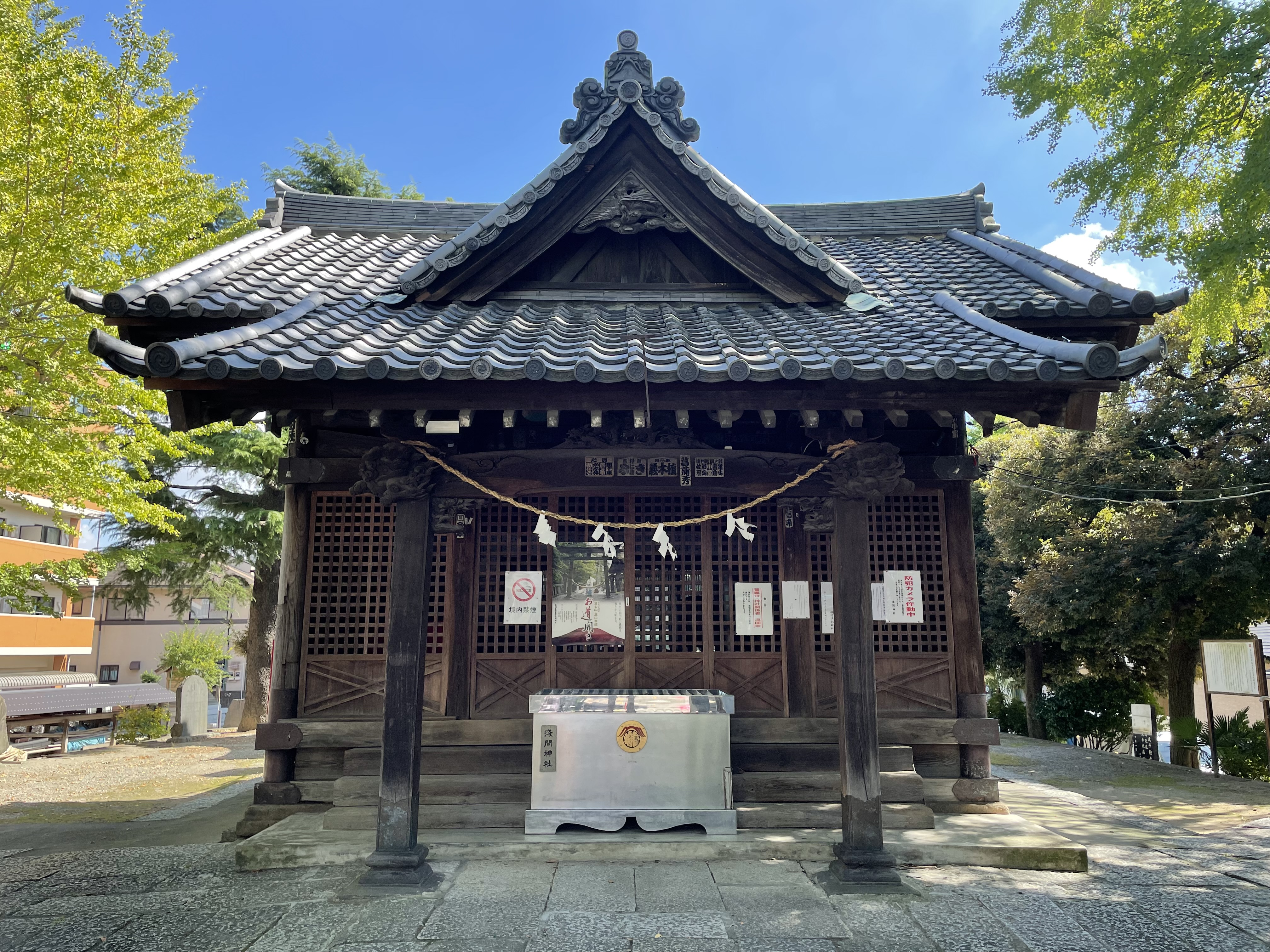
拝殿

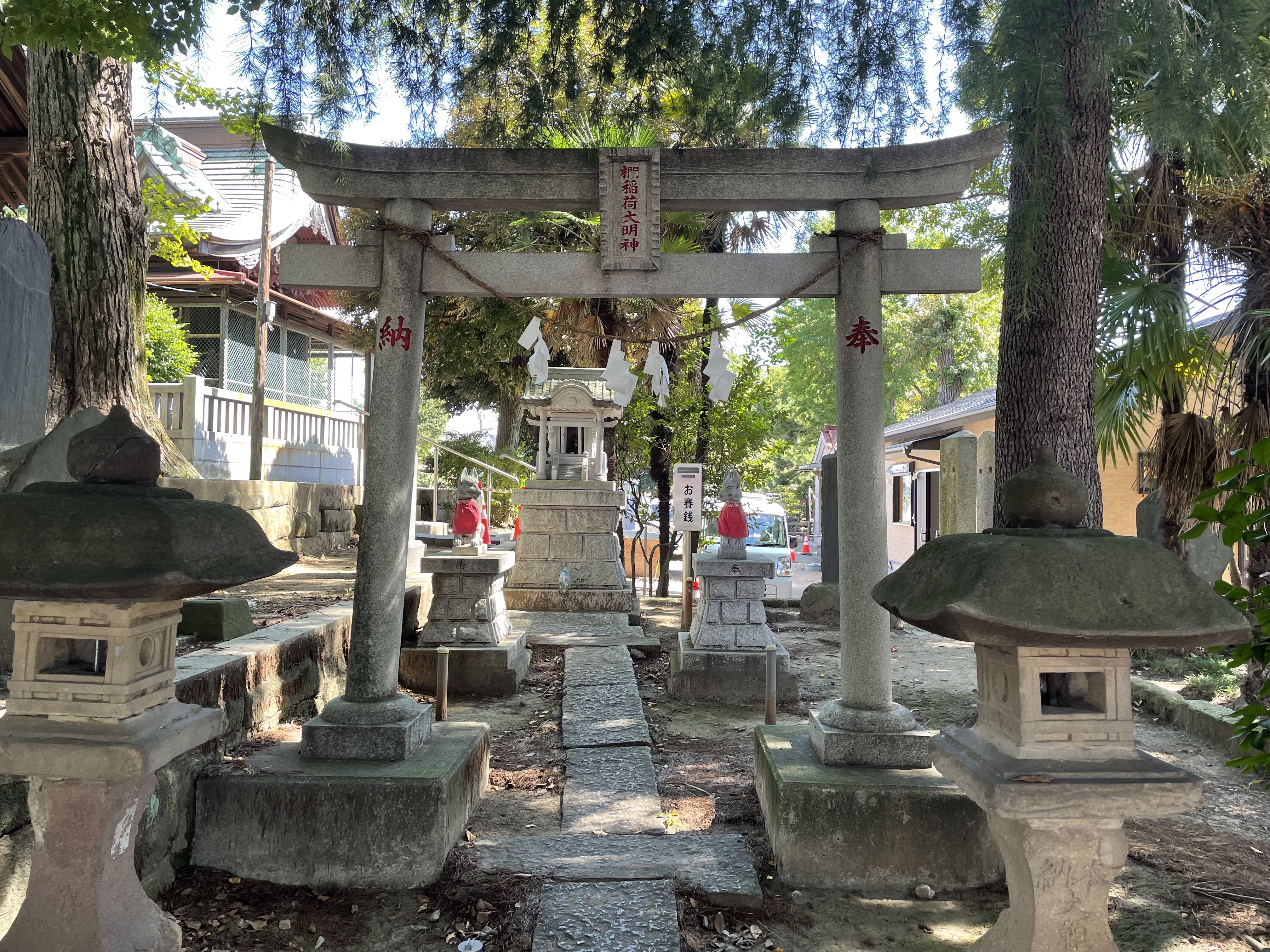
椚稲荷神社

浅間神社（せんげんじんじゃ）は、埼玉県草加市瀬崎にある神社。地名を冠して、瀬崎浅間神社（せざきせんげんじんじゃ）とも。草加神社の兼務社。

## 歴史
創建年代は不明である。江戸時代に善福寺が開山し、当社の別当寺になっていることから、その頃までには既に存在していたものと推測される。
当社の境内には富士塚がある。江戸時代に組織された富士講もある。現在、草加市には二つの富士講が存在するが、そのうちの一つである。
明治以降の近代社格制度では村社に列せられている。明治末期の神社合祀政策により、周辺の小神社は当社に合祀された。

## 境内社
- 下浅間社・浅間稲荷社・疱瘡神合社
- 椚(くぬぎ)稲荷神社
- 小御獄(こみたけ)神社（富士塚）
- 天神社

## 文化財
- 富士浅間神社本殿（草加市指定文化財 昭和51年11月15日指定）[4]

## 交通アクセス
- 谷塚駅東口より徒歩4分。